# Wólka Karwowska
Wólka Karwowska – wieś w Polsce położona w województwie podlaskim, w powiecie augustowskim, w gminie Bargłów Kościelny.
| SIMC    | Nazwa                   | Rodzaj    |
| ------- | ----------------------- | --------- |
| 1010762 | Kolonia Wólka Karwowska | część wsi |

W latach 1975–1998 miejscowość administracyjnie należała do województwa suwalskiego.